# 김원이
김원이(金元二, 1968년 11월 11일~)는 대한민국의 정치인으로, 제21·22대 국회의원(더불어민주당, 전남 목포시)이다. 전라남도 신안 출생이다. 서울특별시 정무부시장(2019. 3.~2019. 11.)을 지냈다.

## 학력
- 1981: 목포용호국민학교 졸업
- 1984: 목포제일중학교 졸업
- 1987: 마리아회고등학교 졸업
- 1997: 성균관대학교 사학 학사

## 경력
- 1996년~1998년: 진영호 서울특별시 성북구청장 비서
- 1999년 5월: 박병석 서울특별시 정무부시장 비서
- 2002년 1월: 김대중 정부 대통령비서실 행정관
- 2005년 5월~2008년 5월: 국회 김근태 의원실 보좌관
- 2008년 6월~2010년 6월: 국회 천정배 의원실 보좌관
- 2010년 7월~2011년 11월: 김우영 서울특별시 은평구청 비서실장
- 2011년 11월~2014년 6월: 서울특별시청 정무보좌관
- 2014년 6월~2015년 3월: 서울특별시청 정무수석비서관
- 2017년 9월: 성균관대학교 언론정보대학원 초빙교수
- 2018년 10월~2019년 3월: 유은혜 사회부총리 겸 교육부 장관 정책보좌관
- 2019년 3월~2019년 11월: 서울특별시 정무부시장
- 2020년 4월 15일: 대한민국 제20대 국회의원 선거 당선(전남 목포시, 더불어민주당, 초선)
- 2020년 5월~: 더불어민주당 전라남도당 목포시 지역위원회 위원장
- 2020년 9월~2021년 4월: 더불어민주당 원내부대표
- 2021년 6월~2022년 9월: 더불어민주당 당무위원 겸 홍보소통위원장
- 2021년 6월~2021년 8월: 더불어민주당 제20대 대통령 선거 경선기획단 홍보소통분과장
- 2022년 11월~2024년 4월: 더불어민주당 대외협력위원장
- 2024년 4월 10일: 대한민국 제22대 국회의원 선거 당선(전남 목포시, 더불어민주당, 재선)
- 2024년 7월~: 더불어민주당 정책위원회 산업자원중소기업 정책조정위원장

### 의정 활동
- 2020년 5월 30일~2024년 5월 29일: 제21대 국회의원(전남 목포시, 더불어민주당, 초선)
  - 2020년 6월~2022년 5월: 제21대 국회 전반기 보건복지위원회 위원
  - 2020년 6월~2021년 5월: 제21대 국회 전반기 예산결산특별위원회 위원
  - 2020년 10월~2021년 4월: 제21대 국회 전반기 운영위원회 위원
  - 2021년 5월~2021년 7월: 제21대 국회 전반기 운영위원회 위원
  - 2021년 9월~2021년 9월: 제21대 국회 대법관(오경미) 임명동의에 관한 인사청문특별위원회 위원
  - 2022년 7월~2024년 5월: 제21대 국회 후반기 보건복지위원회 위원
- 2024년 5월 30일~: 제22대 국회의원(전남 목포시, 더불어민주당, 재선)
  - 2024년 6월~: 제22대 국회 전반기 산업통상자원중소벤처기업위원회 간사
  - 2025년 7월~: 제22대 국회 기후위기 특별위원회 위원

## 역대 선거 결과
|  | 48.76% |

|  | 71.43% |

## 소속 정당
| 소속 정당 | 소속 정당      | 소속 기간 | 비고      |
| --------- | -------------- | --------- | --------- |
|           | 새정치국민회의 | 1996~2000 | 정계 입문 |
|           | 새천년민주당   | 2000~2002 | 합당      |
|           | 무소속         | 2002~2003 | 탈당      |
|           | 새천년민주당   | 2003      | 복당      |
|           | 무소속         | 2003      | 탈당      |
|           | 열린우리당     | 2003~2007 | 창당      |
|           | 대통합민주신당 | 2007~2008 | 합당      |
|           | 통합민주당     | 2008      | 합당      |
|           | 민주당         | 2008~2011 | 당명 변경 |
|           | 무소속         | 2011~2015 | 탈당      |
|           | 새정치민주연합 | 2015      | 복당      |
|           | 더불어민주당   | 2015~2018 | 당명 변경 |
|           | 무소속         | 2018~2019 | 탈당      |
|           | 더불어민주당   | 2019~현재 | 복당      |

## 같이 보기
- 목포시 (2000년 선거구)
- 목포시의 국회의원
- 서울특별시 부시장